# Rhagium phrygium
Rhagium phrygium là một loài bọ cánh cứng trong họ Cerambycidae.